# مری الن بالچونیس
مری الن بالچونیس (انگلیسی: Mary Ellen Balchunis؛ زادهٔ ۱۱ ژوئن ۱۹۵۴) استاد اهل ایالات متحده آمریکا است.
وی همچنین برندهٔ جوایزی همچون برنامه فولبرایت شده‌است.